# Albert Coates
Albert Coates fue un músico anglo-ruso nacido el 23 de abril de 1882 en San Petersburgo y fallecido en Ciudad del Cabo el 11 de diciembre de 1953.

## Biografía
Nació en San Petersburgo, fue el más joven de siete hermanos, siendo su padre inglés y su madre rusa. Estudió música en el conservatorio de Leipzig, donde fue alumno de Arthur Nikisch. Por un tiempo trabajó en el Semperoper de Dresde llegando a ser poco después director de orquesta en el Teatro Mariinski de San Petersburgo. Tras la revolución huyó de Rusia en abril de 1919.
En 1914 había realizado su debut en el Royal Opera House en Covent Garden, con la obra de Richard Wagner, Tristán e Isolda. Dinámico en su dirección, fue exitoso sobre todo en música rusa, presentando a audiciones piezas de Ralph Vaughan Williams, Arnold Bax y Aleksandr Skriabin, y sobre todo es recordado por ser el primer director en completar para el público de Londres la Sinfonía de los Planetas de Gustav Holst.
Durante los años veinte y principio de los treinta trabajó para la Orquesta Sinfónica de Londres. Hizo importantes contribuciones a la representación de música orquestal en gramófono, comenzando en 1920 con el poema del Éxtasis de Aleksandr Skriabin y más tarde dirigiendo varias partes del Anillo de los Nibelungos de Wagner (1925) y la novena sinfonía de Beethoven. También dirigió en 1930 el primer concierto grabado de El Concierto para Piano Número 3 en re menor de Rajmáninov con Vladimir Horowitz como solista.
En 1925 dirigió el estreno fuera de Rusia de La ciudad invisible de Kitege de Rimski-Kórsakov.
Sus composiciones incluyen la Opera Samuel Pepys y Pickwick, un concierto para piano y un poema sinfónico, El Águila, dedicado a la memoria de su maestro Artur Nikisch, que fuera representado en Leeds in 1925. En 1946 se instaló en Milnerton, Ciudad del Cabo Sudáfrica, ciudad donde murió en 1953.
- Datos: Q2595770
- Multimedia: Albert Coates (musician) / Q2595770